# 和理非
「和理非」是和平、理性、非暴力的簡稱，是香港民主派過去常用的術語，最早由民主黨司徒華用於形容六四事件期間的北京學生與民眾，後來成為泛民主派的核心價值。此術語後來出現了若干變體，包括民主黨劉慧卿提出的「和理非非」（同時包含「非粗口」），以及反對逃犯條例修訂草案運動中劉頴匡等本土派提出的「和理優」（以「優雅」代替「非暴力」）等；2019年7月26日香港反對逃犯條例修訂草案集會中的機場集會的別名「和你飛」亦是「和理非」的粤语諧音。此術語自雨傘革命後與採取帶有暴力色彩的行動抗爭的「勇武派」相對，並曾一度對立。

## 政黨及組織關係
和理非民主派多數支持參加選舉，可以說是議會派、或議會民主派，未成形時由司徒華、李柱銘首先在1980年代參與立法局功能團體選舉，90年代逐漸組成政黨。
主要的和理非型政黨包括80-00年代較活躍的匯點（民主回歸派政黨）、民協、前線、回歸中期仍然活躍的由香港民主同盟演化成的民主黨、公民黨、工黨及一些參與功能團體選舉的溫和民主派組織及個人。一些當時被視為激進人物如四五行動的梁國雄、古思堯等，在一些訪問都自稱支持非暴力或和理非。至於不同的本土派或較激進路線的政治組織，除了2016年旺角騷亂一事涉及武力外，都沒有發動暴力，亦多主張和平抗爭。
由年輕人主導的雨傘運動至反送中運動的階段，由於年輕人認為和理非民主派經歷三十年無成(由1987高山大會爭取88直選至2018共三十年)，而且老牌政黨的議會政治涉及議員及政黨選舉利益考量，對理想追求的純潔性及犧牲性不足，因此在雨傘運動提出拆大台口號，基本上排斥老一輩的和理非政治人物。佔中三子及何俊仁成為與民主派會議及傳統泛民組織對話的橋樑。而直到2016年立法會選舉，多個雨傘運動前後冒起的政治人物及組織參選，基本上都不以和理非自稱，但亦沒有任何一個明確支持或採用暴力抗爭路線。他們不定位為和理非，是政治宣傳策略定位考慮。而2016/17年香港政府革除(DQ, Dis-qualify)立法會議員或參選人，都是以宣誓不當、不支持基本法等作為理由。沒有指任何議員支持或參與暴力。

## 評論
陶傑及陳詠燊等評論家認為，持有此觀念的人過分理想主義，有著不切實際的理想，且有時會因追求平等、大愛與和平運動而放棄社會正義，並稱該等人為「左膠」。曾提出「和理非非」的劉慧卿則認為香港的主流民眾屬於「和理非」。